# بوروندو
بوروندو (به ایتالیایی: Boroneddu) یک کومونه در ایتالیا است که در استان اریستانو واقع شده‌است.

## خصوصیات
بوروندو ۴٫۶ کیلومترمربع مساحت و ۱۷۹ نفر جمعیت دارد.